# Alfonso Pleguezuelo
Alfonso Pleguezuelo Hernández (Sevilla, 14 de marzo de 1954) es un historiador e investigador español, especializado en alfarería y cerámica y diversos temas relacionados con el arte en Andalucía. Es miembro de distintos organismos relacionados con la cerámica: Comité Español de Historia del Arte (desde 1980), académico de la Internacional de Cerámica de Ginebra en 1995 y miembro fundador de la Asociación de Investigación Ceramológica con sede en Agost (Alicante); así como asesor histórico-artístico del programa de restauración de la cerámica de la Plaza de España de Sevilla.

## Biografía
Pasó su infancia en el barrio de La Macarena, cursando estudios en las Escuelas Francesas y en el Colegio Claret. Ingresó en la Universidad de Sevilla en 1973, y se titula en Historia del Arte en 1978, con una tesis sobre la azulejería sevillana del siglo XVIII que obtuvo el premio extraordinario de licenciatura. Se doctoró en 1987 con la tesis Diego López Bueno y la arquitectura sevillana entre 1590 y 1630, premiada con el "Ciudad de Sevilla" otorgado por la universidad y el ayuntamiento de esa ciudad. Dos años después, en 1989, publicó un Catálogo de Azulejos del Museo de Artes y Costumbres Populares de Sevilla. En 2004 obtuvo la cátedra con una investigación sobre la obra de Manuel Rivero.
De su actividad como comisario artístico, hay que recordar su labor para Teatro de Grandezas (2007), sobre el barroco sevillano (una de sus materias favoritas junto con la investigación histórica de la cerámica española), o El esplendor de las ciudades. La Ruta de los Azulejos (2014) para el museo de la Fundación Gulbenkian de Lisboa. De sus proyectos museológicos, destaca la ordenación de la Sala Carranza del Museo de Santa Cruz (Toledo, 2002), el catálogo de cerámicas de la Colección Carranza en el Museo Comarcal de Daimiel (Ciudad Real, 2005) y de la sección de azulejos del museo de Cerámica Ruiz de Luna en Talavera de la Reina (Toledo, 2006).

## Investigación
Entre los diversos proyectos de investigación en los que ha participado, pueden mencionarse:
- "Cerámica sevillana en Museos y Colecciones Catalanas" (1987): colección Floch-Rusiñol, colección Argullol, colección Telese y Museo de Cerámica de Barcelona.
- "Cerámica sevillana en Museos Ingleses" (1988), para el Victoria and Albert Museum, el Museo Británico, el Ashmolean Museum de Cambridge, la  Colección Fitzwilliam de Oxford y el Museo Municipal de Bristol. Subvencionan la Junta de Andalucía y The British Council.
- "Mayólica Española de los siglos XV al XVII" (1989) para la Universidad de Sevilla en colaboración con la Smithsonian Institution de Washington.
- "Cerámica sevillana en colecciones Portuguesas" (1989), para el Museu Nacional de Arte Antiga (Lisboa), el Palacio de VilaViçosa (Vila Viçosa), el Museu Machado de Castro (Coímbra), el Palacio Nacional de Sintra y el Convento de Nosa Senhora da Pena (Sintra).

Asimismo, entre 1999 y 2001 participó en el proceso de identificación de los productos artísticos europeos remitidos a los territorios americanos desde Sevilla entre los siglos XVI-XVIII, financiado por el Plan Andaluz de Investigación.

## Libros
Además de una intensa participación en revistas especializadas y obras conjuntas de investigación, es interesante citar los siguientes libros de entre su trabajo publicado:
- Cerámicas de Triana. Colección Carranza en Sevilla: Ayuntamiento de Sevilla, 2011.
- Cayetano de Acosta. Diputación de Sevilla, Área de Cultura y Deportes, Servicio de Archivo y Publicaciones, 2007. ISBN 9788477982470
- La cerámica arquitectónica: su conservación y restauración (con Ascensión Ferrer Morales); Universidad de Sevilla, Secretariado de Publicaciones, 2007. ISBN 9788447205790
- Arquitectura y construcción en Sevilla (1590-1630). Servicio de Publicaciones, Área de Cultura y Fiestas Mayores, 2000. ISBN 84-95020-59-9
- Cerámicas de Triana: colección Carranza: Real Monasterio de San Clemente, Sevilla, abril-mayo de 1996; Fundación El Monte,1996. ISBN 84-87062-71-7
- Historia de los barros vidriados sevillanos: desde sus orígenes hasta nuestros días, (con José Gestoso y Pérez). Ayuntamiento de Sevilla, Servicio de Publicaciones, 1995. ISBN 84-86810-57-4
- Diego López Bueno, esamblador, escultor y arquitecto. Diputación Provincial de Sevilla, 1994. ISBN 84-7798-110-8
- La Cartuja de Sevilla:: fábrica de cerámica (con Beatriz Maestre de León). Sevilla Pickman, 1993
- Azulejo sevillano: catálogo del Museo de Artes y Costumbres Populares de Sevilla (con Antonio Limón Delgado). Padilla Libros Editores & Libreros, 1989. ISBN 84-87039-20-0